# Marcel Hartel
Marcel Hartel (Colônia, 19 de janeiro de 1996) é um futebolista profissional alemão que atua como meia.

## Carreira
Marcel Hartel começou a carreira no 1. FC Köln.